# Estrela (Rio Grande do Sul)
Pour les articles homonymes, voir Estrela.
Estrela est une municipalité du Centre-Est de l'État du Rio Grande do Sul faisant partie de la microrégion de Lajeado-Estrela et située à 109 km au nord-ouest de Porto Alegre, capitale de l'État. Elle se situe à une latitude de 29° 30′ 07″ sud et à une longitude de 51° 57′ 59″ ouest, à une altitude de 39 mètres. Sa population était estimée à 29 071, pour une superficie de 184 km2. On y accède par les BR-386, BR-453, RS-129 et BR-116.

## Description
Estrela est une municipalité issue de Porto Alegre, mais déjà en quatrième génération, car Triunfo, Taquara et Estrela, s'en émancipèrent successivement. Tout indique que l'origine du territoire fut une propriété dénommée « Estrela », appartenant au Lieutenant-colonel Victorino José Ribeiro, sur la rive gauche du rio Taquari.
À l'époque de la  Révolution Farroupilha, il y eut un début de peuplement de la région sous le nom de Bom Retiro, mais le noyau urbain fut peuplé en 1856. La Vallée du rio Taquari possédait de bonnes terres que les colons et leurs familles aménagèrent en petites propriétés. L'immigration fut principalement allemande.